# Герб Гессена
Ге́рб Ге́ссена (нім. Landeswappen Hessens) — офіційний символ Гессенської землі, Німеччина. У синьому щиті барвистий лев, перетятий п'ятьма срібними і п'ятьма червоними смугами, із золотими пазурами і червоним язиком. Щит увінчує золотий вінець із золотого листя і синіх плодів у вигляді перлів. Офіційно затверджений як земельний герб 4 серпня 1948 року. Створений на базі історичного герба Гессенської землі, відомого з ХІІІ ст. Використовується на прапорі, малій і великій печатках Гессену. Також — ге́ссенський лев (нім. Hessischer Löwe, Hessenlöwe).

## Історія

### Барвистий лев
Державний герб Гессена і державний герб Тюрингії сходять до печаток і гербів Середньовіччя. Геральдичну тварину в обох державних гербах і в ряді інших гербів називають «барвистим левом». «Гессенський лев» — назва лева на державному гербі Гессена. Ця назва відноситься до сріблясто-червоної смугастої геральдичної тварини з витягнутим язиком червоного кольору. Він посмугований дев'ять разів сріблом і червоним кольовом (тобто десятисмуговий) лев.
Лев спочатку використовувався Людовінгами, які були ландграфами в Тюрингії і жили в ХІІ і ХІІІ століттях і керували великими частинами північного та центрального Гессену.
Найстарішим зображенням герба є щит ландграфа Конрада Тюринзького († 1240), регента Людовінгера Гессенського (до 1234) і великого магістра Тевтонського ордену (з 1239). Щит тимчасово висів у Марбурзькій церкві Єлизавети як щит смерті. Зараз він виставлений у Марбурзькому замку як експонат колекції Університетського музею історії мистецтва та культури Філіпського університету Марбурга.

Герб Конрада Тюринзького біля підніжжя його могили в ландграфському хорі церкви Святої Єлизавети в Марбурзі трохи молодший (імовірно, 1240 рік, рік смерті Конрада) — зліва від нього знаходиться герб Тевтонського ордену.

Герб Конрада Тюрингського
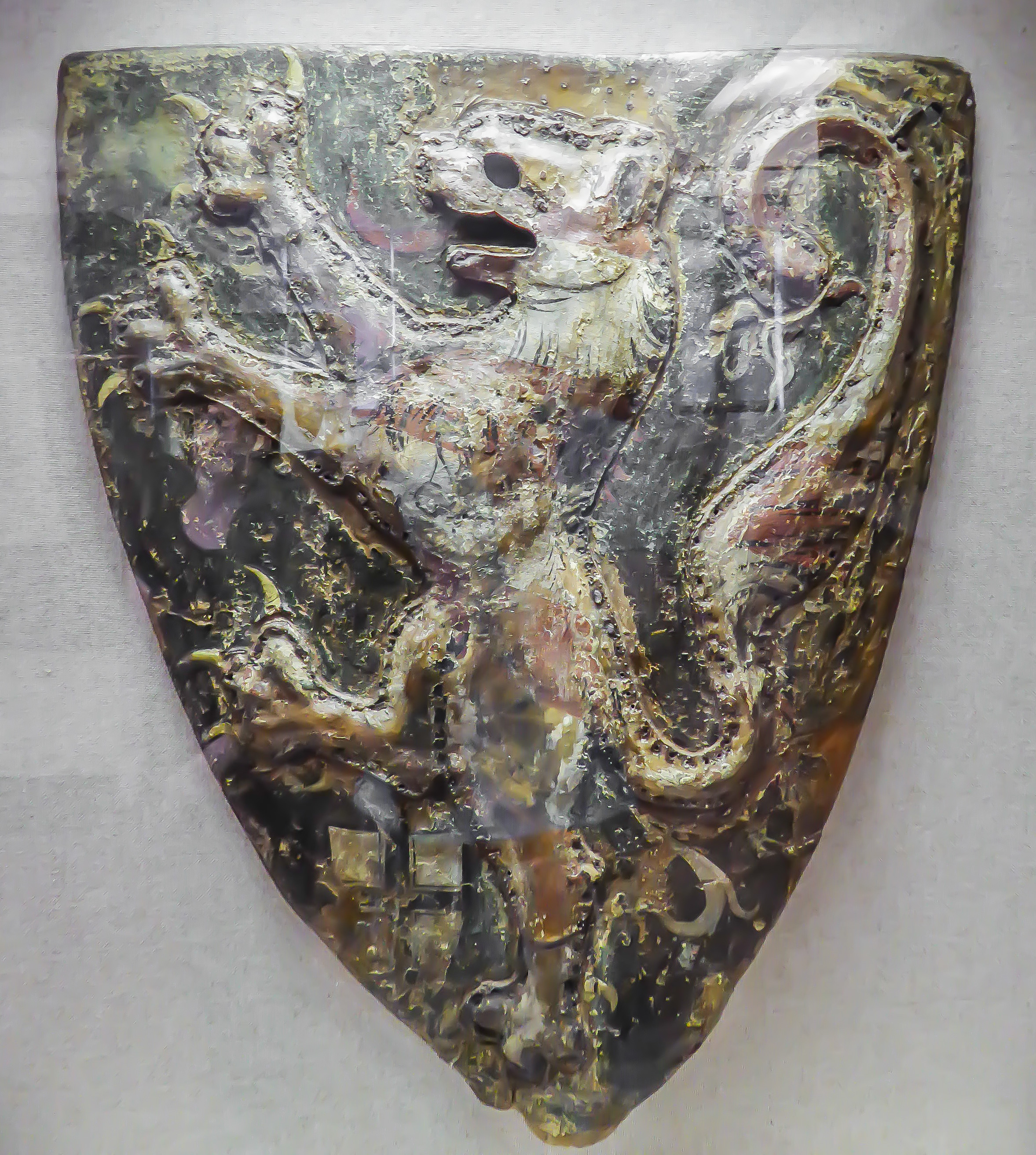
Фото герба
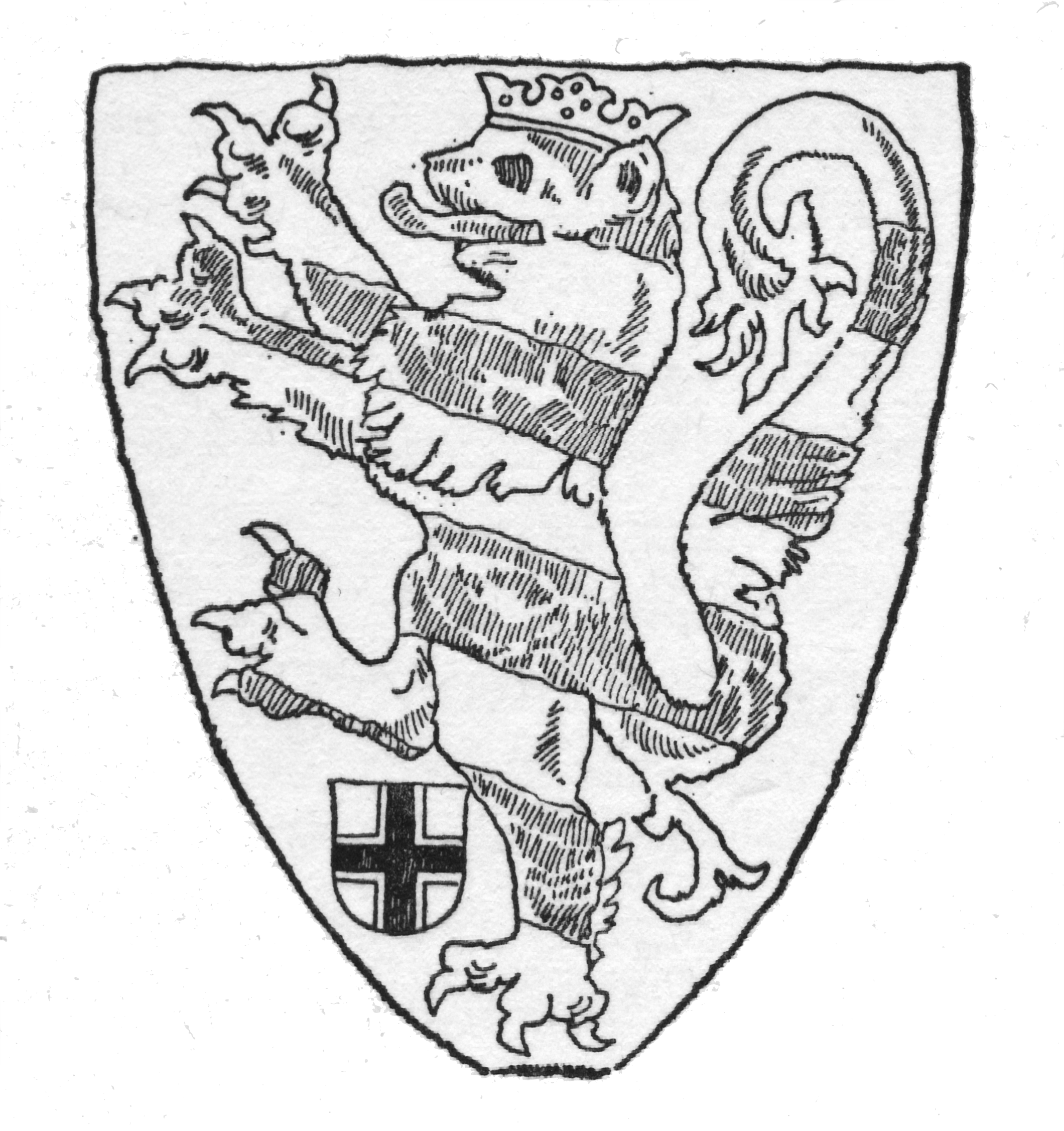
Промальовка герба
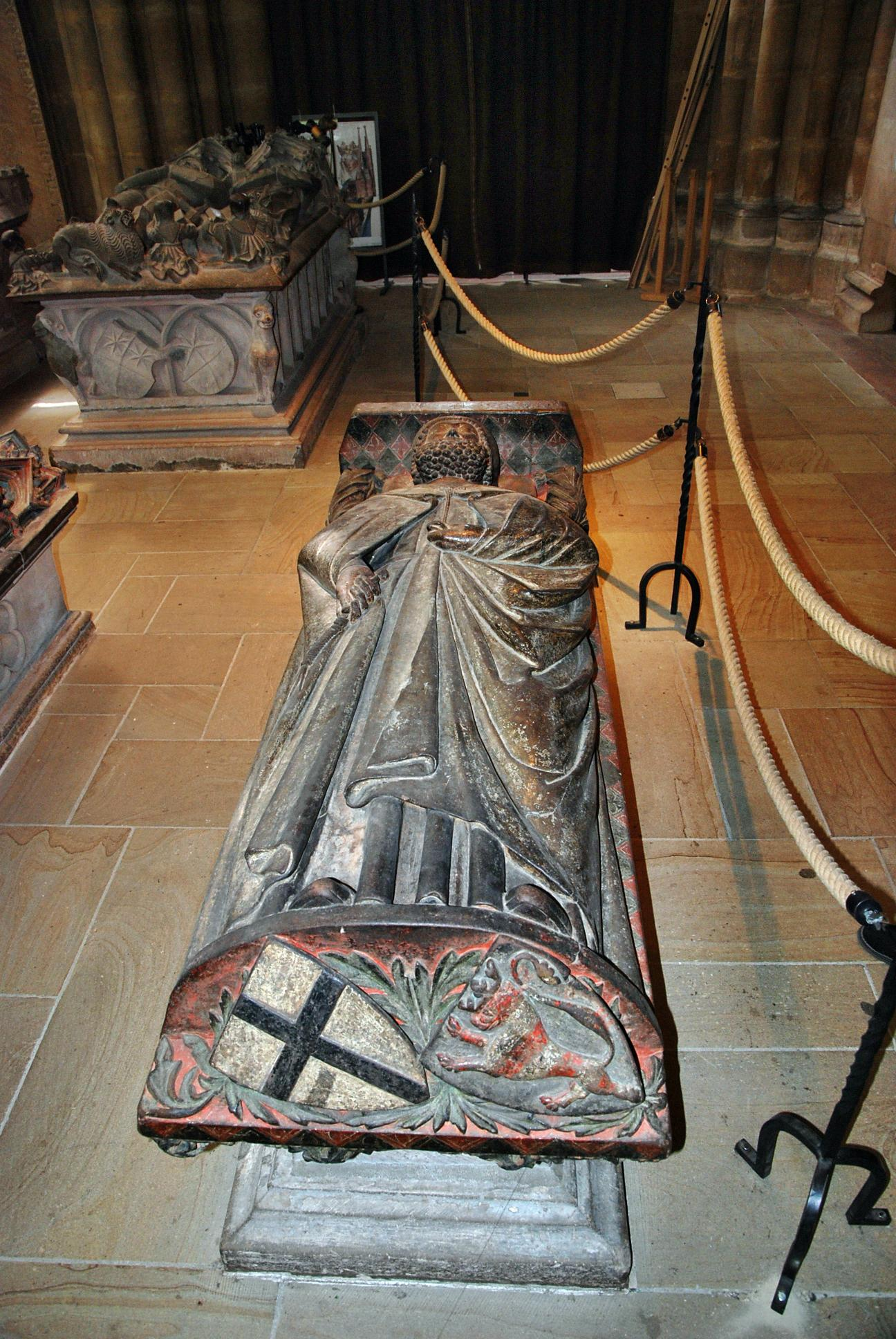
Герб на могилі

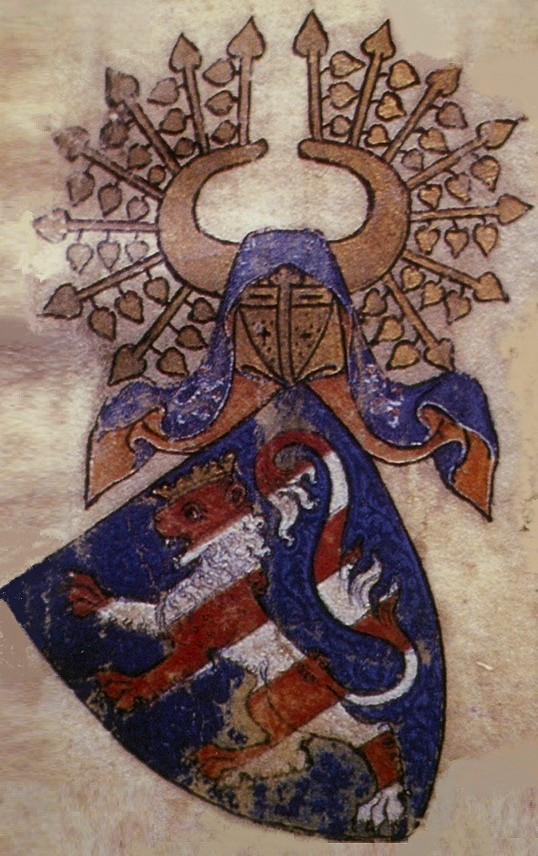
Ініціал у Віллегальмському кодексі

Ландграф Генріх I Гессенський (1244–1308) вперше використав лева як «гессенського лева» у своєму щиті на великій кінній печатці, яка задокументована 1269 роком, після придбання території Гессену в 1264 році. Це вважається першим свідченням використання гессенського лева як герба на печатці.
Окрім щита ландграфа Генріха I, на якому зображено лише рудиментарне забарвлення герба, буквиця у Віллегальмському кодексі (1334 р., див. зображення ліворуч) є першим кольоровим зображенням гессенського герба з барвистим левом.
Буквицю можна знайти на початку епосу «Арабель», приквела Ульріха фон дем Тюрліна до епосу «Віллехальм» Вольфрама фон Ешенбаха у чудовому рукописі.
До 1918 року герби правителів також представляли країни. Розвиток гессенського князівського герба є типовим для звичаю додавати герби новопридбаних територій до щита, щоб зробити його вміст ще більш розкішним, але водночас більш заплутаним. По-перше, придбання графства Цигенгайн разом із Ніддою в 1450 році призвело до збільшення герба: спочатку в окремих щитах поруч із левом, після 1471 року Цигенгайн і Нідда з’являються в полях 2 і 3 почетвертованого щита. Придбання Каценельнбогена з частиною старого графства Дієз у 1479 році стало наступною причиною зміни герба. Як показує посмертний щит ландграфа Генріха ІІІ від 1484 року та гербовники від 1492 року, окрім Гессену та Нассау, на чвертному щиті спочатку містився лев Катценельнбогена, раніше відомий як «леопард», та леви Дьєца, а герб Зігенгайна був розміщений у серцевому щиті.:7
З рейхстагу у Вормсі (1495) повідомляється:
«Наступного дня після Дня Маргарити лорд Максиміліан сидів у Королівській Величності у Вормсі з усіма відзнаками, що належать римському королю, в присутності всіх призначених князів, духовних і світських, які потім отримали свої уділи.
Пункт про Divisionis Apostolorum ... прибули обидва князі, лорд Вільгельм Середній ландграф Гессенський і лорд [Вільгельм] Молодший ландграф Гессенський.
Першим прибув Йоганн Шенк цу Швайнсберг, маршал, з кінним прапорщиком, обладунки якого були білі, і на них стояли обладунки одного лише Гессену, і разом з ним він піднявся на королівський трон, з прекрасною, як і годиться, рваною збруєю.
З тієї години прийшли два князі з 7 графами, панами та їхніми лицарями, понад 300 кіньми і принесли 2 герби, перший з яких носив граф Філіппс із Сольмса, це був великий червоний герб, в якому герб Гессена стояв посередині, а 5 гербів — зовні.
Першим був Катценхенбоген.
Другий — Зігенгайн.
третій — Вальдек.
Четверта — Дітц.
П'ята — Нідда".
- Густав Адельберт Сейлер: Історія геральдики»:517
У XVI столітті в четвертованому щиті утвердилися поля Катценельнбогена, Зігенгайна, Нідда і Діза з ландграфським левом у серцевому щиті. До гессенського шоломаз листяними рогами буйвола, який до цього часу майже завжди стояв один у верхньому гербі, приєдналися нашоломники Катценельнбоґенів і Зіґенгайнів.
Поділ Гессена 1567 року довгий час не мав геральдичних наслідків. Такий самий герб застосовувався до перших чотирьох, потім лише двох підкнязівств (Кассель і Дармштадт). Лише 1659 року геральдика наголосила на збільшенні території, спричиненому придбанням невеликих територій Ізенбурга в 1642 році і, нарешті, в 1648 році шляхом придбання князівства Герсфельд і частини графства Шаумбург: відтоді на шестипподільному щиті з'явилися знаки Герсфельда, Зігенгайна, Катценельнбогена, Діза, Нідди, Ізенбурга і, нарешті, шаумбурзького кропив'яного листа, тоді як на щиті з серцем продовжував мати гессенського лева. Після 1736 року вимирання князівського дому Ганау спричинило включення частин його семиполюсного щита (з Бітчем, Ганау, Рінеком, Цвайбрюкеном, Мюнценбергом, Оксенштейном і Ліхтенбергом) до гербів ландграфів Касселя і Дармштадта як спадкоємців. З 1774 року герб Дармштадтської лінії складався з десяти полів з серцевим щитом; з 1804 року кількість полів, включаючи серцевий щит, збільшилася до 17, що ілюструє стан володіння до піднесення до Великого герцогства (1806).:7

### Гессенське ландграфство
Герб ландграфства Гессен (1247–1567) зберігся в гербовнику Йоганна Зібмахера 1605 року. На ньому в серцевому щиті зображено «барвистого» або «Гессенського лева».

### Гессен-Дармштадтське ландграфство
Герб ландграфства Гессен-Дармштадт (1567–1806) розтятий і перетятий двічі, поля 3, 4, 5 і 6 розділені кожне:

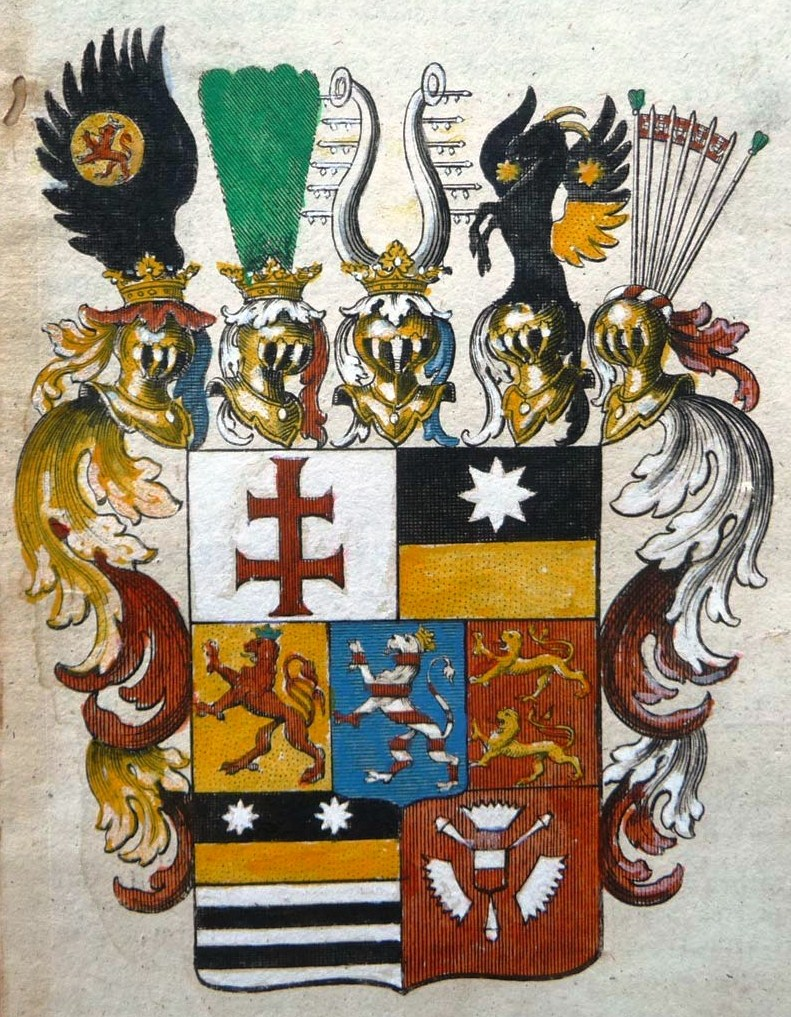
Ландграфство Гессен-Дармштадт

1. Князівство Герсфельд (колишнє абатство, передане Гессен-Касселю в 1648 році. Гессен-Дармштадт, який сам не мав територіальних придбань, наслідував геральдичний приклад і також зобразив Герсфельд): срібний патріарший хрест червоного кольору.
2. Графство Зігенгайн: розділене чорним по золоту, з шестикутною срібною зіркою вгорі.
  1. Графство Каценельнбоген (1479 р. у Гессені): червоний лев із синьою короною в золоті.
  2. Графство Нідда (1450 р. у Гессені): розділене від чорного до золотого, дві восьмикінцеві срібні зірки вгорі.
  3. Графство Діц (1386 р. у Катценельнбогені, після його вимирання в 1479 р. в Гессені): червоне зображення двох золотих леопардів, що крокують один над одним.
  4. Ганау (зберігся в 1736 році після вимирання графів Ханау): три червоні шеврони один на одному в золоті.
  5. Графство Шаумбург (1648 – Гессен-Кассель): червоний щит, розділений сріблом поверх червоного, оточений сріблястим листом кропиви.
  6. Володіння Ліхтенберг: у червоній облямівці чорний лев, озброєний червоними язиками.
  7. Графство Ізенбург-Бюдінген: дві срібні чорні смуги.
  8. Графство Оксенштайн: у сріблі два червоні злитки.

Серцевий щит: синій лев (ландграф Гессенський), дев'ять разів розділений срібним і червоним, увінчаний золотою короною і в золотих обладунках.

### Велике герцогство Гессенське

Великий герб Великого герцогства Гессенського, близько 1890 року

У гессенських гербах кількість поділок на леві змінювалася протягом тривалого часу і відрізнялася також у пізніших гербах Пруссії та Саксонських земель, хоча дев'ятикратний поділ був встановлений для Гессену здавна. Срібло для верхньої смуги стало правилом лише наприкінці XV століття. Намет шоломів спочатку було синьо-червоним (як у 1334 році), пізніше — переважно червоно-срібним. Додавання інших територіальних гербів до гессенського лева, яке з'явилося у другій половині XV століття, було знову відкинуто у Великому герцогстві Гессенському з 1808 по 1902 рік.

Клеменс Штадлер пише:
Чинний на той час герб Великої Величності містить двохвостого золоторукого лева синього кольору, розділеного дев'ять разів срібною та червоною лініями, із золотою королівською короною, який правою передньою лапою піднімає срібний меч із золотим руків'ям. Він мав символічно позначати почесний титул, яким у середньовіччі нагороджували ландграфів: „Лідер між Рейном і Везером“. Королівська корона покоїться на щиті і повторюється на підбитому горностаєм пурпуровому балдахіні. Щит тримають два золоті леви з королівськими коронами, що дивляться вниз. Під щитом видно ланцюги ордена Святого Людовика, заснованого 1807 року, та ордена „За заслуги Філіпа Великодушного“. Іноді також можна побачити ланцюг ордена Золотого Лева. Під основою щита розташована стрічка з девізом „Бог, честь, Вітчизна“.
Лев вперше з'явився з королівською короною та мечем як додатковими символами рангу та гідності. Це була перша фундаментальна зміна гессенського герба за понад 500 років. Вона була запроваджена 29 липня 1808 року.
Озброєння мечем і, відповідно, відхід від попереднього герба критикували сучасники. Ульріх Фрідріх Копп сказав у 1831 році:
«Але навіть старі герби страждають, більше того, вони іноді навіть знищуються, коли до них вносяться зміни. Таким чином, великим недоглядом є те, що на новому гербі Великого герцогства Гессен-Дармштадт лев (щоб зробити його лідером) отримав меч у лапу. Тим самим він перестає бути старим тюрингським і гессенським левом і, згідно з геральдичними правилами, стає меншим, ніж був раніше».
- В: Густав Адельберт Сейлер: Історія геральдики':694

Пізніше Бернгард фон Кене критикував по-іншому:
Якщо герб країни має бути символічною візуалізацією її історії, як того вимагає наука геральдика, то не всі існуючі герби відповідають цій вимозі: зокрема, герби Бадена, Гессен-Дармштадта та Королівства Саксонія, які після видалення решти полів складаються лише з колишніх центральних щитів, „не мають жодної геральдичної цінності“.

### Гессенське курфюрство
Курфюрство Гессен існувало з 1814 по 1866 рр. До його повалення у 1866 р. Кассельська лінія, яка стала курфюрстською у 1803 р., використовувала щит, розділений двічі, в тому числі серцевий щит з однохвостим коронованим левом, розділений дев'ять разів срібним і червоним (без меча), як свій великий герб, який загалом мав тринадцять історичних гербів:
1. у сріблі чорний смужковий хрест (Князівство Фульда)
2. почетвертований: у верхній частині з центральним щитом, розділеним червоним і золотим (Мюнценберг), 1 і 4 золотими, трьома червоними шевронами (ганау), 2 і 3, розділеними сім разів червоним і золотим (Графство Рієнек); внизу в золоті червоний лев (Катценельнбоген)
3. червоний патріарший хрест у сріблі (князівство Герсфельд)
4. Зігенгайн
5. Знак серця Гессен
6. Нідда
7. у блакитному полі Золотий хрест з піднятим поперечним рукавом (Князівство Фріцлар)
8. перетятий; угорі в червоному полі два золоті леви, що крокують (графство Дієз), унизу в червоному полі срібний лист кропиви, покритий щитом, розділеним сріблом і червоним (графство Шаумбург)
9. у сріблі дві чорні смуги (Ізенбург)

Щитотримачі: два золоті леви з королівськими коронами. Малим гербом був серцевий щит з королівською короною на ньому.:7 f.

Герб Гессенського курфюрства
Зі щитком. Включаючи ордени "За військову звитягу", Золотого Лева та Залізного Шолома
Без щитотримачів

### Герцогство Нассау
Династична родина Лауренбургів (дім Нассау) отримала свою назву від замку Нассау на річці Лан з другої половини ХІІ століття. Починаючи з 1255 року, відбувся численний поділ на лінії, названі за основними територіями правління (Нассау-Вайльбург, Нассау-Ділленбург, Нассау-Гадамар, Нассау-Усінген, Нассау-Саарбрюкен, Нассау-Діц тощо), а їхня приналежність до спільного дому неодноразово підтверджувалася спадковими об'єднаннями. Піднесення членів всієї династії до князівського стану почалося в 1650 році, а в 1806 році князівства Нассау-Узінген і Нассау-Вайльбург об'єдналися, утворивши герцогство Нассау.

Лев з облямівкою щита, розділеною на два ряди, вперше з'являється на печатці графа Валрама до 1198 року. Типовий ґонт Нассауського щита, якам нерівномірно всіяне поле, з'являється на печатках з 1221 року і, безсумнівно, була символом для розрізнення герба графа Генріха II від брата Рупрехта IV. Спочатку вони мали вертикальну прямокутну форму, але згодом їх почали зображати скошеними, іноді горизонтально або діагонально; їх кількість була визначена лише наприкінці XVIII століття. Нассауський лев був увінчаний золотою короною з XV століття, а його червоні обладунки були знову затверджені 1783 року. Тинктура золота для лева, черепиці та синього кольору для поля встановлено з найдавніших записів. Перші нашоломники з'явилися на початку XVI століття. У ХІХ столітті відома напівкругла нашоломна дошка, поверхня якої розділена сімома дугоподібними лініями. 1353 року було введено пізніший переважаючий орнамент шолома: лев, що сидить між двома синіми гонтовими рогами буйвола; воно стало леном курфюрстів Пфальцу. Намети синьо-золоті.:8

Нассауський лев в історичних зображеннях (приклади)
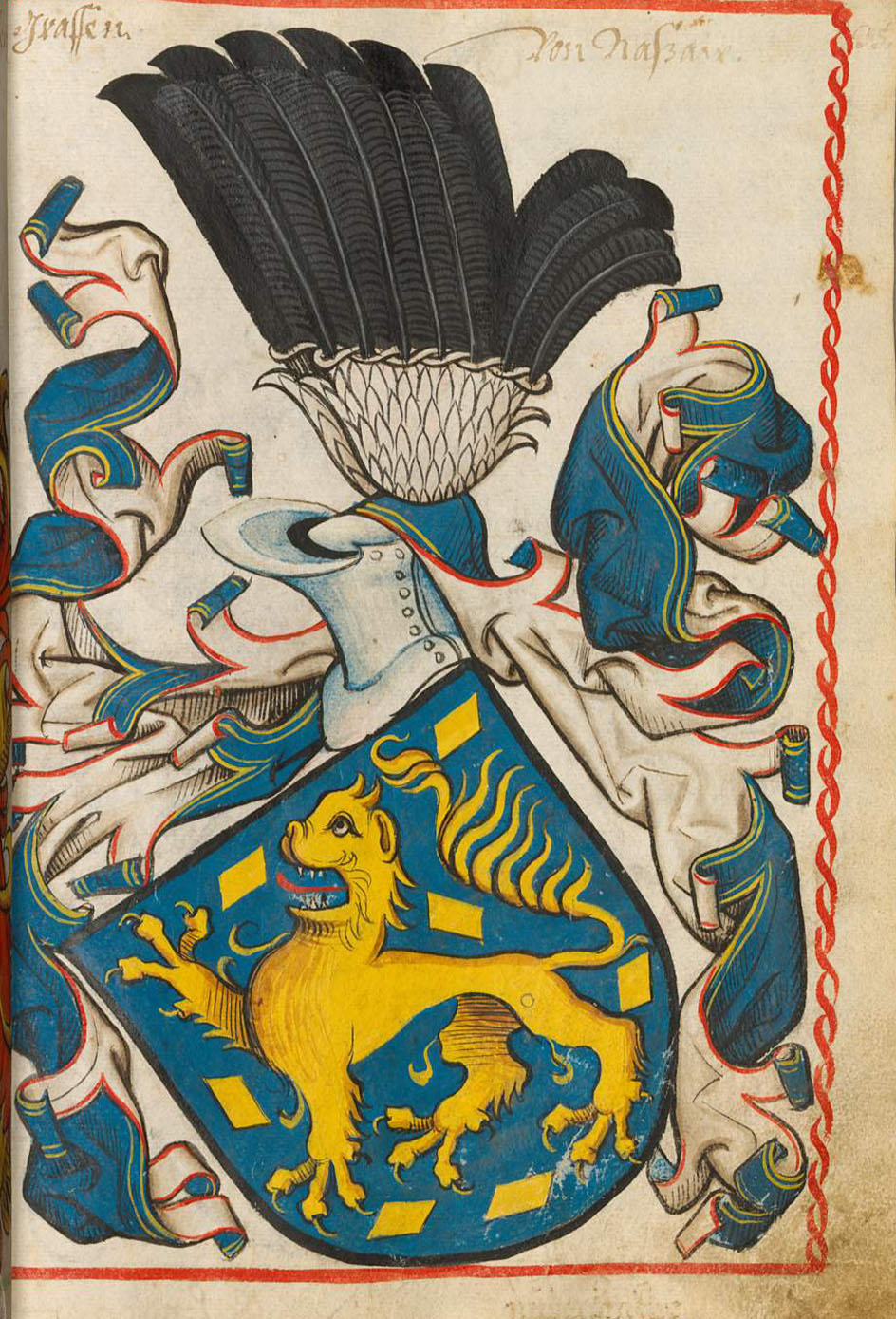
Герб гарфів Нассау в Гербовнику Шайблерів
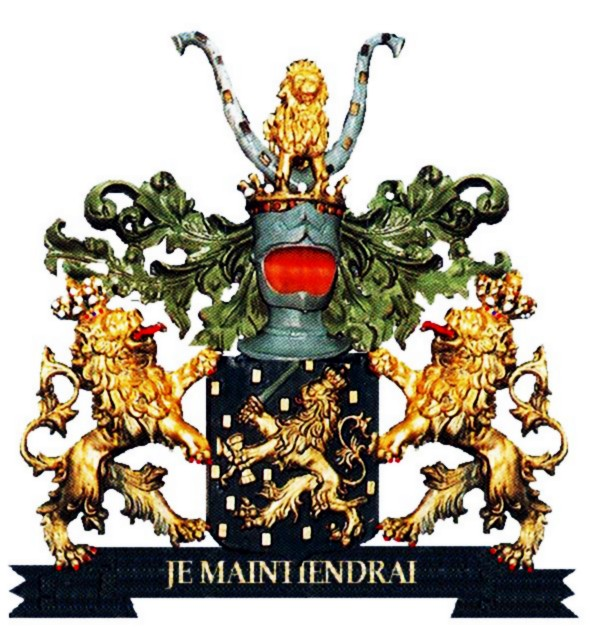
Вільям Фредерік Оранж-Нассауський
Герцогство Нассау

### Прусська провінція Гессен-Нассау
Державний герб прусської провінції Гессен-Нассау не був врахований при створенні державного герба 1948 року. Він був створений у 1892 році як частина запровадження прусських провінційних гербів і об'єднав три старі герби важливих територій: розділений вигнутим червоним вістрям, всередині срібний орел із золотим озброєнням (колишнє Вільне місто Франкфурт); праворуч у блакитному полі лев, звернений ліворуч, коронований золотом, розділений сім разів (за прусською традицією!) сріблом і червоним кольором (Гессен-Кассель); ліворуч у блакитному полі золотий лев у червоному озброєнні між золотими гонтами (герцогство Нассау). У більшому гербі праворуч до щита як щитотримач був прикріплений дикий чоловік із прусським королівським штандартом, а зліва — лицар у латах із провінційним штандартом, що містить провінційний герб; на щиті два короновані золотом каркасні шоломи з нашоломниками Гессена (але із зеленим листям берези) і Нассау (у новішому зразку, описаному вище); намети праворуч червоні, срібні; ліва синя, золота.:8

Герб прусської провінції Гессен-Нассау
Малий герб
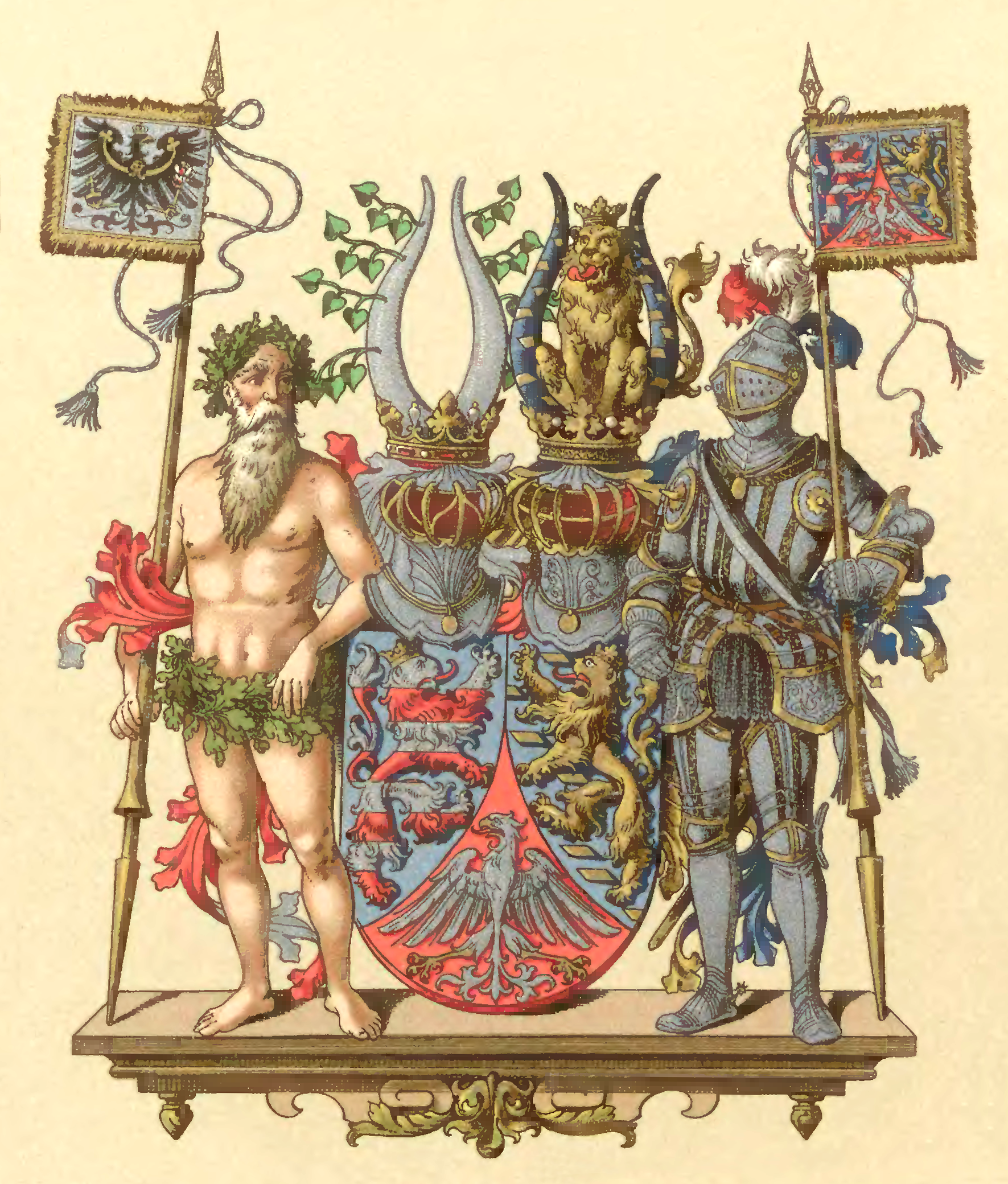
Великий герб

### Велике герцогство Гессенське
Державний герб Великого герцогства Гессенського від 1808 року спочатку був задуманий лише як «проміжний» нормативний акт і ніколи не був опублікований з офіційним описом. Протягом ХІХ століття до дизайну герба вносилися незначні (неофіційні) корективи. Цю ситуацію, яку багато хто вважав незадовільною, поклав край великий герцог Ернст Людвіг.
Його указом від 9 грудня 1902 року попередній державний герб 1808 року було скасовано й замінено двома новими. Відтоді у Великому герцогстві Гессен існували великий і малий державні герби.
Для Великого герцогства Гессен положення про великий державний герб означало повернення до геральдичних звичаїв XVIII століття, після того як гессенський лев був єдиним символом протягом майже століття.:7
Опис герба:

Великий державний герб

«I. На головному щиті, розтятому і перетятому двічі, золотий щит з серцевим щитом.
1) У серцевому щиті зображено щит великогерцогського малого герба: у синьому полі лев, десять разів посмугований сріблом і червоним кольором, коронований і озброєний золотом, також озброєний срібним мечем у золотому руків'ї.
2) На першому місці головного щита у синьому полі лев, десять разів посмугований сріблом і червоним кольором, коронованого і озброєного золотом, через ландграфство Гессен.
3) Друге місце: у червоному полі срібне колесо з шістьма спицями, на честь колишнього імперського князівства Майнц.
4) Третє місце: у чорному полі, облямованому золотим хрестом, срібний ключ, поставлений під кутом, через колишнє імперське князівство Вормс.
5) Четверте місце: розділене чорним і золотим, над шестикутною срібною зіркою, через колишнє графство Зігенгайн.
6) П'яте місце вкрите щитом з серцем (див. під 1).
7) Шосте місце: золотий червоний леопард з синьою короною, язиком і кігтями, на честь колишнього графства Катценельнбоген.
8) Сьоме місце: срібні дві чорні смуги, на честь графства Бюдінген.
9) Восьме місце: червоне і золоте, розділене вісім разів на злитки, через колишнє графство Ханау.
10) Дев'яте місце: чорно-золотий, розділений над двома срібними восьмипроменевими зірками, за графство Нідда.
II На щиті п'ять зімкнутих шоломів з клейнодами.
1) На центральному коронованому шоломі два срібні роги буйвола з липовими гілками. Намети шоломів червоні та срібні. Через ландграфство Гессен.
2) Червоний капелюх-шолом з білими полями і срібним колесом з шістьма спицями. Кришки шолома червоні та срібні. Через Майнц.
3) Коронований, чорний лет, покритий золотим диском, в якому з'являється герб Катценельнбогена (I, 6). Намет червоно-золотий.
4) Зростаючий крилатий чорний козел зі срібними рогами і кігтями; крила розділені чорним і золотим, над ними срібна зірка. Шолом покритий чорним і золотим. Через Зігенгайна.
5) Зростаючий срібний лебідь із золотим дзьобом. Намет срібний і червоний. Через Ханау.
III. Як щитотримачі використані: два золоті короновані леви, з червоними кінцями та озброєні, що стоять на зеленій землі.»
- Великий герцог Ернст Людвіг: Указ про державний герб. 9 грудня 1902 року.

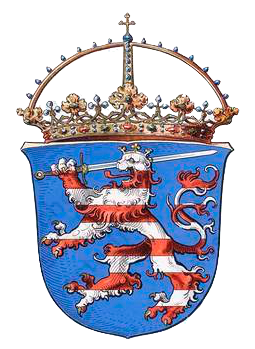
Малий державний герб

Навіть після того, як великий герб був повністю перероблений у 1902 році, гессенський лев із мечем залишився єдиним вмістом малого державного герба. На його щиті лежить великогецогська корона. Він складається з усіяного листям кружка і закритий двома напіварками, які несуть угорі імператорську кулю.:6

Опис герба:
У синьому щиті лев, десятикратно посмогваний срібними і червоними смугами, увінчаний золотою короною і озброєний, також озброєний срібним мечем у золотому руків'ї. На щиті покоїться двообручева відкрита золота великогерцогська корона, прикрашена перлами та камінням.
Малий державний герб розроблений геральдистом Отто Гуппом (1859-1949), який також розробив багато інших гербів, наприклад, герб Баварії 1923 року. У своєму проекті Гупп знову взявся за дизайн лева з 1808 року. Він змінив лише два елементи. З одного боку, левова корона знову зображена без клейноду, тим більше, що на щиті також спочиває двосмугова королівська корона. З іншого боку, положення меча пристосоване до більш вертикального положення правої лапи лева, яка його тримає. Таким чином, меч набуває майже горизонтального положення, яке можна знайти на всіх зображеннях гессенського герба аж до кінця монархії. Вперше було офіційно визначено кількість смуг на леві.

### Народна держава Гессен

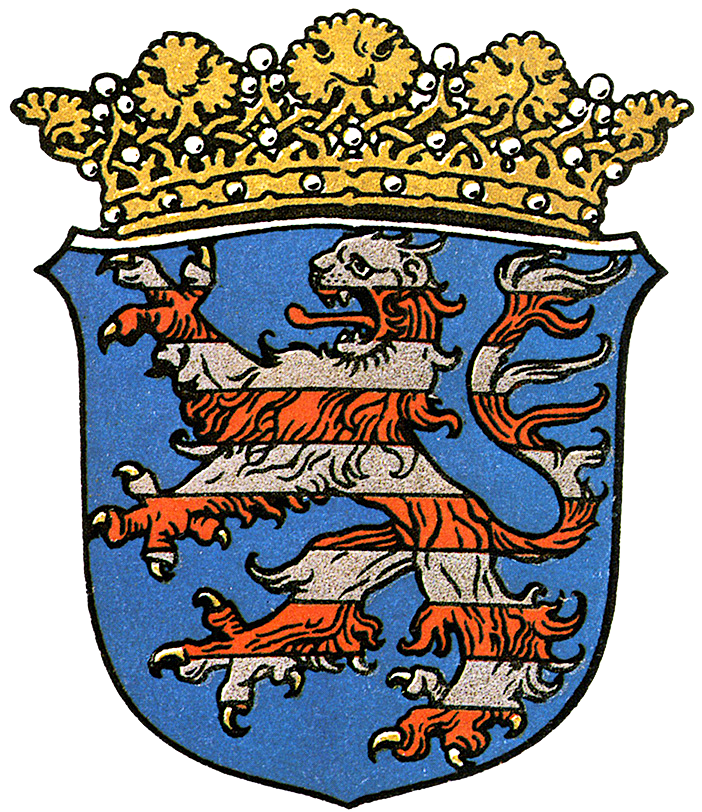
Народна держава Гессен

20 квітня 1920 року Народна держава Гессен (1918–1945) отримала новий герб. Це був срібно-червоний смугастий лев на синьому полі герба. Над ним корона у формі золотого листя з синіми плодами.

Цей герб також є проектом геральдиста Отто Гуппа. Разом з його проєктом печатки (круглої форми, діаметром 4 см) обидва проекти були офіційно затверджені Міністерством Гессену:

Дизайн Отто Гуппа
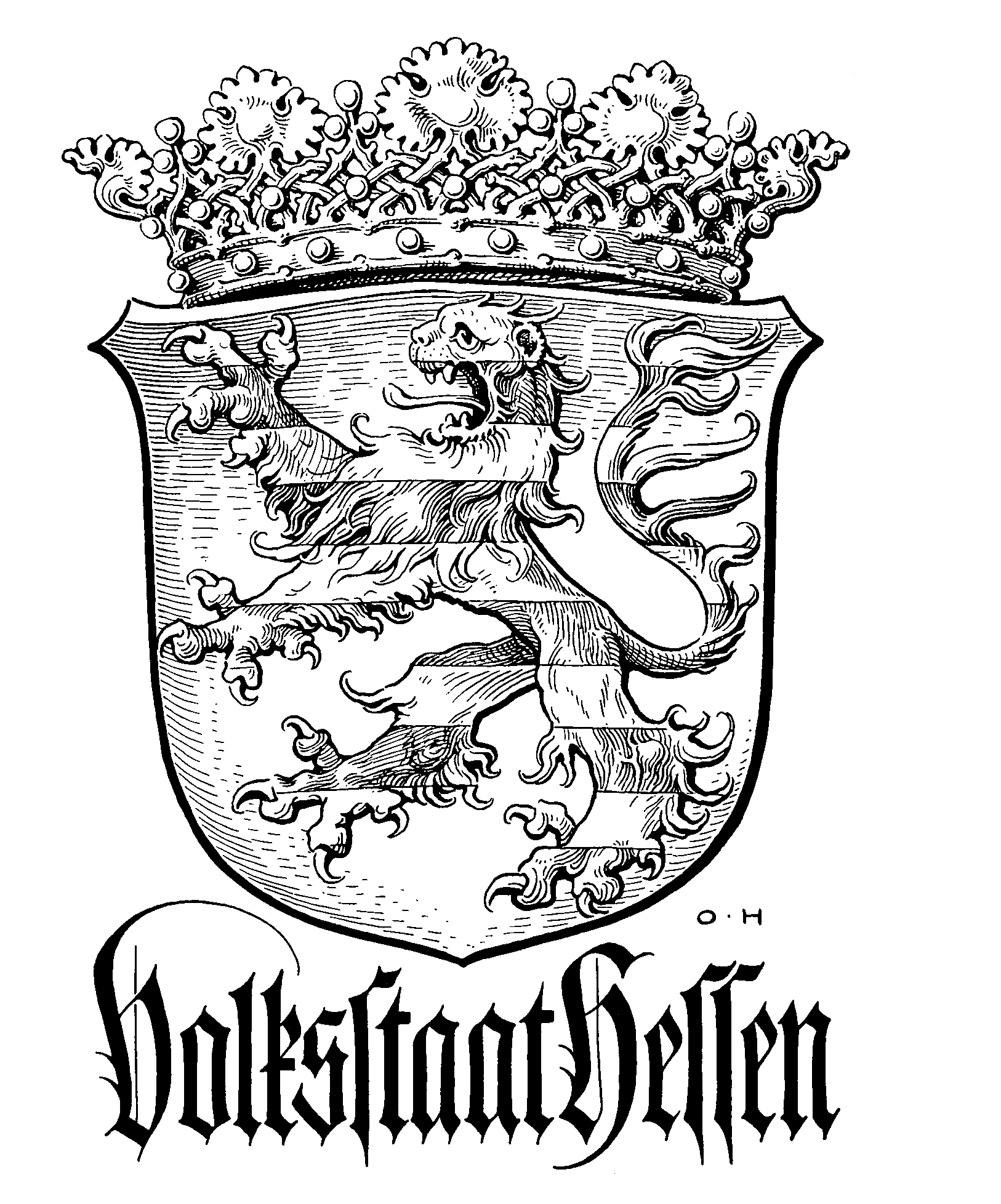
Державний герб
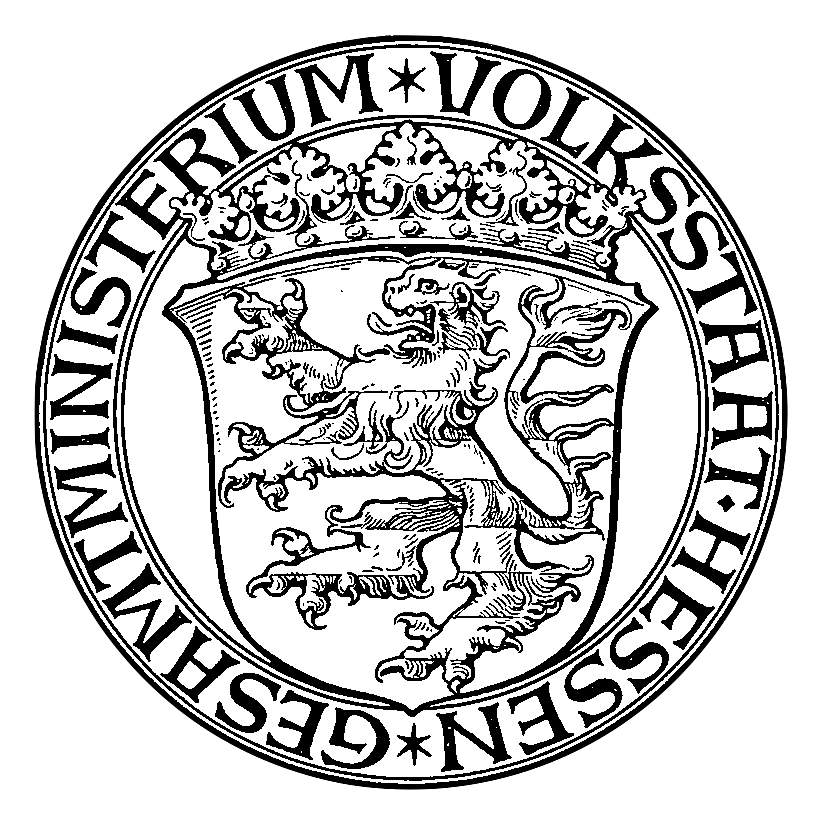
Печатка

Ландграфство Гессен-Дармштадт і наступне за ним Велике Герцогство дали левові меч у лапу, однак він тепер зникає разом із левовою короною, тому земельний парламент Народної Держави Гессен, який був обраний після усунення Великого князя та проголошення республіки 26 січня 1919 року, тепер прийняв «скорочену» версію лева, який, ймовірно, зберігався майже 750 років як державний герб.
Після падіння монархії нова народна держава Гессен прийняла лева як єдиний символ, але тепер він некоронований і без династичних атрибутів. Також у лапі лева був прибраний меч, який був помилково вставлений. Єдиним аксесуаром, який додали, була народна корона над щитом, щоб підкреслити народний суверенітет. Нинішній герб країни повторює герб Народної Держави 1920 року лише з незначними стилістичними спрощеннями; Однак офіційний герб уникає виразу «народна корона».:6

### Інші історичні герби

Герб ландграфства Гессен-Гомбург (1736–1866)
Герб ландграфства і Великого герцогства Гессен-Дармштадт (1804–1808)
Герб Ландграфства Гессен-Ротенбург (1834)
Герб ландграфства Гессен-Філіпсталь (близько 1866 р.)
Герб ландграфів Гессен-Кассель-Румпенгайм (після 1917 р.)
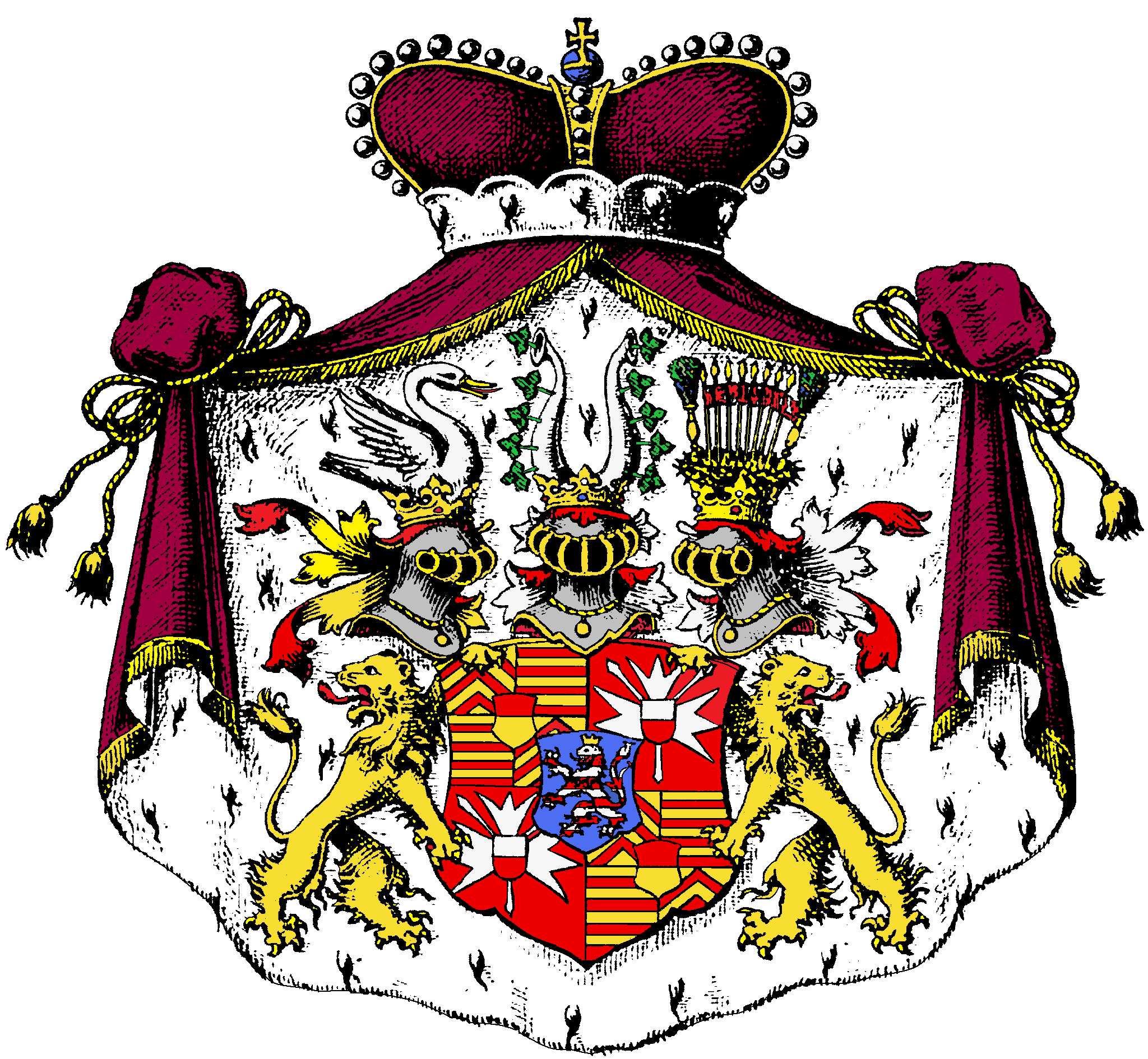
Герб князів Ганау з Горжовиць, графів Шаумбургів

## Сьогоднішній герб землі Гессен

### Історія виникнення

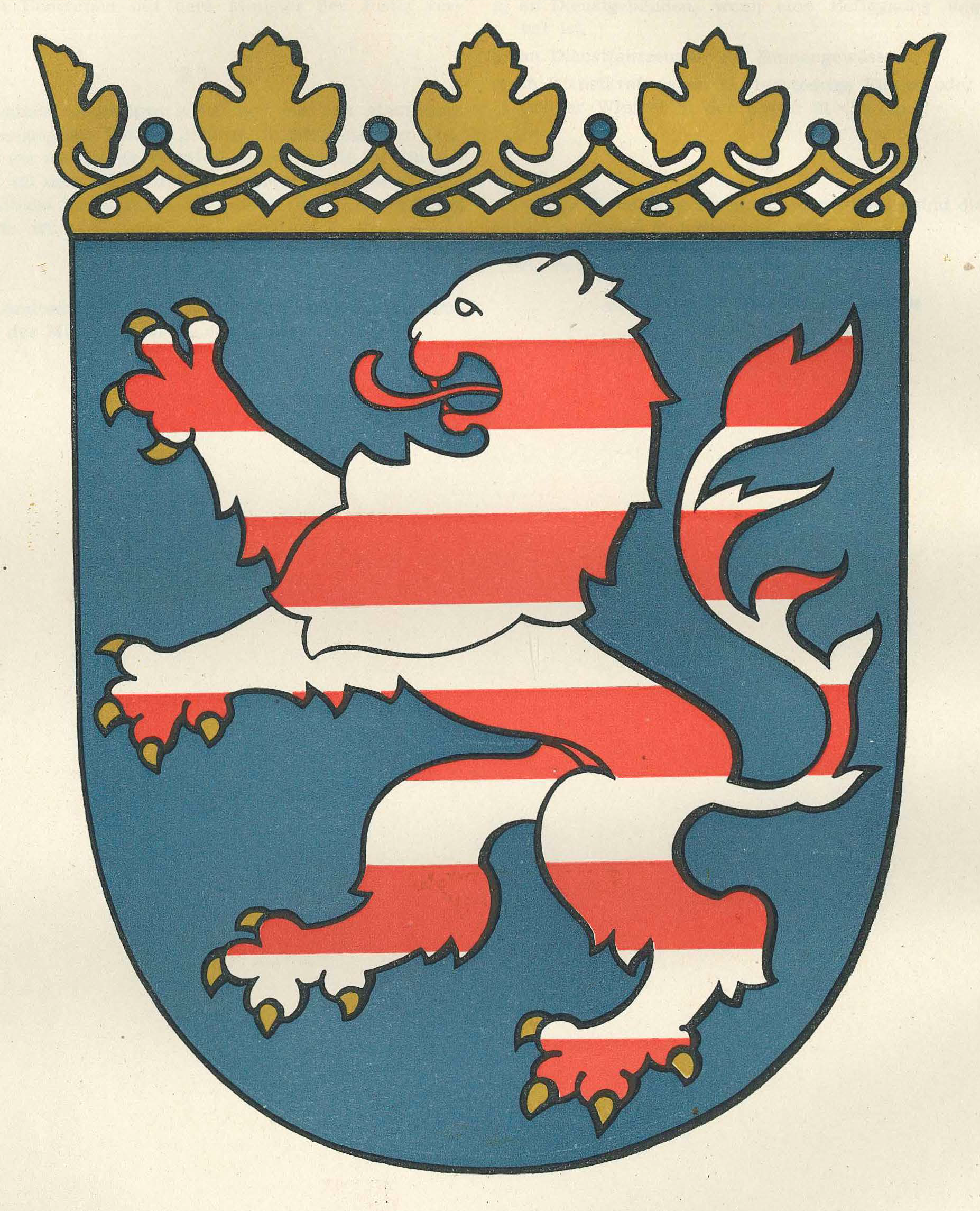
Дизайн Герхарда Мацата (1949)

Нинішній земельний герб — це проєкт художника східнопрусського походження Ґергарда Мацата (народився 24 листопада 1921 у Раґніт-на-Мемелі; † 19 листопада 1994 у Гаттерсгаймі на Майні), який він спроєктував у 1949 році за результатами конкурсу для новоствореної землі Гессен. Мацат базував свій дизайн на історичних моделях. Він навчався з 1939 по 1941 рік у Кенігсберзькій художній академії у Франца Мартена та Вільгельма Гайзе, а з 1946 по 1953 рік — у Штедельшуле у Франкфурт-на-Майні, де був учнем Вільгельма Гайзе та Георга Мейстермана. Окрім гессенського герба, він також розробив дизайн гессенської державної печатки.
Перші проекти нового державного герба були подані військовим урядом США та Державним архівом Гессену ще в 1945 році, але вони не мали успіху.

Подальші проєкти були результатами конкурсу, який міністр культури та освіти оголосив у березні 1947 року:
Державне міністерство Гессену прагне створити національний герб, який би символізував гідність демократії і водночас виражав характерні та вічні традиції землі Гессен.
Ми не маємо наміру ні беззастережно переймати існуюче, ні створювати щось нове лише заради того, щоб створити щось нове. Символ має з'явитися в результаті співпраці людей. Тому Кабінет міністрів вирішив організувати публічний конкурс на отримання національного герба.
Завдання полягало в розробці таких державних гербів:
1. державний герб;
2. державний службовий прапор, який складається з верхньої червоної та нижньої білої горизонтальних смуг із зображенням посередині державного герба;
3. офіційний знак. Він має складатися з білого прямокутника із зображенням державного герба. Під гербом чорними літерами пишеться назва органу без зазначення місцезнаходження; напр. B. Прем'єр-міністр, обласний суд.
4. державна печатка із зображенням державного герба;
5. державна кокарда.

Серед вимог було те, що малюнки не повинні мати «династичних і мілітаристських ознак (корон, шоломів, мечів, дубового листя тощо)». Кінцевий термін подання – 30 квітня 1947 року. Було запропоновано три премії: 1500 рейхсмарок (РМ) за 1-шу премію, 1000 РМ за 2-гу премію і 500 РМ за 3-тю премію. Рішення про розподіл премій приймало журі. До його складу входили:
Міністр культури д-р Штайн, Вісбаден;

Професор, доктор Вільгельм Хайзе, ком. Директор Вищої школи мистецтв у Франкфурті-на-Майні; 

Дітріх Н. Еверс, живописець і графік, Вісбаден; 

Клеменс Шмідт, живописець і графік, Вісбаден; 

д-р Корн, директор Державного архіву, Дюссельдорф; 

д-р Хольцінгер, директор Гессенських музеїв, Франкфурт-на-Майні; 

д-р Санте, директор Державного архіву, Вісбаден; 

д-р Клемм, директор Державного архіву, Дармштадт; 

Професор історії Дехіо, Марбург на Лані;

професор історії Ульманн, Марбург-на-Лані; 

Рег.-през. проф. д-р Бергштрассер, Дармштадт, M. d. L.; 

Лорд-мер д-р Раабе, Фульда, M. d. L.;

Шкільний радник Карл Галль, Франкфурт-на-Майні, Німеччина;

пан Лео Бауер, Франкфурт-на-Майні.
У червні 1947 року трьох художників було нагороджено за їхні проєкти: Адольфа Єгера з Франкфурта-на-Майні, Едуарда Гертнера з Франкфурта-на-Майні та Вінфріда Шаафа з Вісбадена. Крім того, художники отримали по 1000 ринггітів на подальші замовлення. І дизайни-переможці, і проєкти, які були отримані в результаті, виявилися невідповідними: «Журі погодилося, що жоден із трьох дизайнів не відповідає вимогам у геральдичному та художньому відношенні, і що нагороди присуджувалися лише для того, щоб отримати вигоду від робіт, поданих на честь найкраще». У вересні 1947 року було встановлено, що всі проєкти, які були замовлені лауреатами премії, непридатні до використання. У грудні 1947 року журі вирішило, що конкурс є лише змаганням ідей, замовлення художника є надто невизначеним, а чесне змагання можливе лише після встановлення геральдичних правил, тобто ухвалення закону про герб парламентом землі. Закон про державні герби землі Гессен був прийнятий 4 серпня 1948 року. У той час ще не вистачало художника, який міг би представити відповідний дизайн. 29 листопада 1948 року представник Державного архіву у Вісбадені написав міністру освіти: «Також прикро, що, незважаючи на тривалі зусилля, не вдалося знайти жодного художника-геральдиста, який зміг би поєднати використання сучасного стилю з фактами геральдичних законів».
До 1945 року існувала низка державних гербів Гессену [...], на яких вже були зображені червоно-білі смугасті фігури левів, що піднімаються вправо. [...] Після закінчення Другої світової війни розробці нового державного герба, початкова робота над яким вже була безуспішно проведена у 1945 році військовим урядом США та Державним архівом Гессену, передував конкурс, організований Міністерством культури та освіти Гессену у березні 1947 року. [...] Ескізи державного герба, подані на конкурс, журі визнало непридатними. Водночас на своєму засіданні 3 червня 1947 року [...] журі проголосувало за збереження в майбутньому державному гербі біло-червоно-смугастого гессенського лева, що стоїть вертикально праворуч на блакитному тлі без корони і меча та з 4-ма кігтями (у тому числі з так званим восковим). Крім того, у протоколі засідання зазначалося, що детальний дизайн лева слід залишити на розсуд художника. В результаті, так і не вдалося знайти проект нового державного герба, який би отримав схвалення людей, призначених для прийняття рішення.
§ Розділ 1 "Закону про герб землі Гессен" від 4 серпня 1948 року, який був прийнятий тим часом, свідчив: "На гербі землі у синьому щиті зображений лев, що піднімається, розділеними дев'ять разів срібним і червоним, із золотими пазурами. На щиті лежить обруч золотого листя з плодами, утвореними блакитними перлинами".

До закону від 4 серпня 1948 року додавався [...] макет державного герба, який, згідно з доповідною запискою від 30 вересня 1948 року [...] без участі Міністерства культури та Державного архіву, походив від неназваного працівника геодезичної контори і згодом викликав критику з боку Державного архіву, Міністерства внутрішніх справ та Міністерства культури. Тому наприкінці 1948 року Міністерство культури звернулося до Державної вищої школи образотворчого мистецтва у Франкфурті-на-Майні та Культшкола в Касселі з проханням розробити ескізи офіційної печатки та державного герба. Директор Штедельшуле, професор Гайзе, який вже був членом журі, у лютому 1949 року подав відповідні ескізи, над якими Герхард Мацат також працював як його "магістрант" і які дали можливість попросити Штедельшуле подати ескізи для державного герба. У вересні 1949 року професор Гайзе також подав кольоровий проект Герхарда Мацата для державного герба, який був схвалений Міністерством внутрішніх справ і нарешті опублікований у "Спеціальному додатку 1" до "Закону про внесення змін до закону про державні герби землі Гессен від 22 листопада 1949 року" був опублікований як державний герб. § 1 Закону про внесення змін від 22 листопада 1949 року передбачав, що проект державного герба, опублікований у додатку до Закону від 4 серпня 1948 року, має бути замінений на проект, опублікований у "Спеціальному додатку 1".
Згодом Герхарду Мацату було доручено виготовити одноколірні версії. У травні 1949 року Мацат отримав винагороду в 300 німецьких марок за роботу над проєктами державної печатки. З 1992 року до його смерті в 1994 році земля Гессен платила Герхарду Матцату «почесну зарплату» у розмірі 2000 німецьких марок на місяць на знак визнання його заслуг у створенні державного герба. Після смерті Мацата земля Гессен виплачувала «почесну зарплату» його вдові у вигляді пенсії вдови у розмірі 1 000 німецьких марок на місяць, а згодом — 500 німецьких марок. У листі від 5 травня 1992 року до тодішнього міністра культури Гессену Герхард Мацат подякував за призначення почесної зарплати, описав «абсолютно несподіваний грант від держави» як «одну з найбільших несподіванок у моєму житті», пояснив попередні обставини, пов'язані з дизайном державного герба і вимогами, які ставилися до нього, і заявив, що, звичайно, доклав усіх зусиль для виконання замовлення, а також висловив задоволення тим, що його дизайн пережив роки, і оголосив про реалізацію подальших проєктів.

### Земельний герб
Земельний герб є однією з державнийх емблем землі. Правовою основою є «Закон про державні герби землі Гессен від 4 серпня 1948 року». У 1949 році цей «Закон про державний герб» був дещо змінений — поправка замінила шаблони, що додавалися до акту; зразки 1948 року ще не були достатньо розроблені для використання. У першому абзаці закону названо державний герб:
§ 1 На державному гербі в синьому щиті зображено висхідного лева з золотими пазурами, розділеного дев'ять разів срібним і червоним кольорами. На щиті лежить обруч золотого листя з плодами, утвореними блакитними перлинами.

Герб та офіційний знак землі Гессен
Державний герб
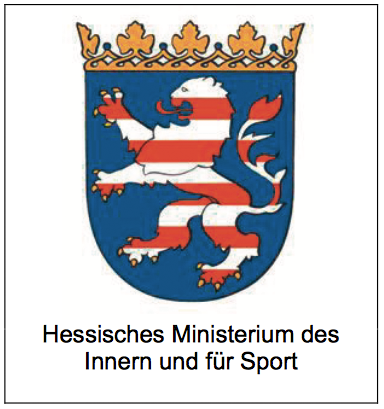
Офіційний знак

### Державна печатка
Державна печатка використовується у двох варіантах:
- «Велика державна печатка» є рельєфною печаткою, на якій зображено герб країни без напису, оточений вінком листя. Його адмініструють лише найвищі органи державної влади та найвищі суди країни, а також найвищі органи державної влади для церемоніальних сертифікацій, зокрема під час видання законів, постанов і розпоряджень, найвищі суди країни для винесення судових рішень і ті, Президента або використовується в загальних наказах, визначених Головою Суду.
- На «малій державній печатці» зображений герб країни з написом, що вказує на місце розміщення печатки. Використовується як печатка для тиснення, печатка або кольоровий штамп (з металу або гуми). Мала державна печатка використовується парламентом землі Гессен, органами влади та судами землі Гессен, керівниками державних шкіл та університетів, нотаріусами, уповноваженими на використання офіційної печатки, та органами реєстрації актів цивільного стану.

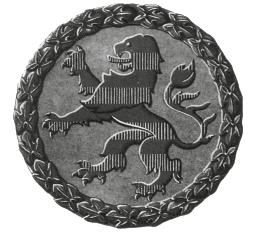
Велика державна печатка
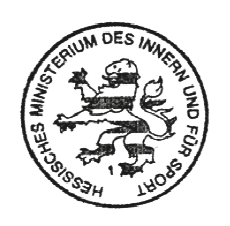
Мала державна печатка

### Символ Гессену
Оскільки герб може використовуватися лише владою Гессену через його суверенну функцію, 19 лютого 1981 року держава запровадила «символ Гессену», яким можна вільно користуватися. Цим адміністрація землі Гессен відповіла на бажання приватних осіб, асоціацій і компаній висловити свій зв’язок із державою за допомогою символу. Геральдичний символ складається з дещо видозміненої та стилізованої геральдичної фігури лева і може використовуватись як у чорному, так і в національних кольорах червоному чи білому.

Чорний
Червоний
Білий

### Суперечка щодо авторських прав 2013
У суперечці про авторські права між художницею Авіеттою Миколаївною Мацат-Рогошиною, вдовою Герхарда Мацата, і землею Гессен, вдова подала позов проти землі в липні 2013 року. Суть позову полягала в тому, що позивачка, як правонаступниця свого померлого чоловіка, вимагала, щоб Герхард Мацат був названий автором герба землі Гессен, щоб позивачці було виплачено компенсацію за «десятиліття неспроможності назвати ім'я художника», щоб була надана інформація про тип і сферу використання дизайну, щоб позивачці була виплачена частка після надання інформації, щоб були виплачені подальші збитки і щоб були відшкодовані позасудові витрати. Вартість спору була оцінена позивачем у 1 500 000 євро. Питання привернуло увагу медіа ще в лютому 2013 року.
Вдова подала заяву про надання правничої допомоги, яка була відхилена Регіональним судом Франкфурта-на-Майні. У провадженні про надання правової допомоги заявниця висунула претензії щодо авторських прав у зв'язку з використанням державного герба землею Гессен. Вона вважала, що використання дизайну герба Герхарда Мацата землею Гессен порушує авторські права Мацата:
«Проєкт герба був захищеною авторським правом роботою Мацата як індивідуальним інтелектуальним творінням, йому було надано необхідний рівень творчості, це був твір художника з інтелектуально диференційованим змістом. Недарма активізувався художник, здатний виражати почуття, а не кресляр, який рухався у звичних каналах. Проєкт, який, незважаючи на всі технічні вимоги, був складним і непростим мистецьким завданням, виражав сучасний дух на службі гідності демократії, на відміну від попередніх проектів третіх осіб. Розробляючи національний герб, Герхард Мацат творчо використав елементи старих зразків, які були в суспільному надбанні, враховуючи технічні вимоги та традиційні геральдичні елементи, зокрема, лева, що піднімається, і застосував їх абсолютно по-новому. Цьому передував тривалий процес формування думки з боку Мацата, а також вивчення геральдики, історії та герба Гессену і нового демократичного порядку. Геральдичний розгляд старих зразків гербів і специфікацій, зроблених заявником, не призвів до того, що герб був зведений до простого ремісничого твору. Мацат подумки відмежував себе від усіх попередніх проєктів. У дизайні Мацата лев постає в абсолютно новій, спрощеній, спокійній і потужно-миролюбній формі. Існують значні відмінності між натуралістичним зображенням лева та зображеннями лева, що використовувалися до цього часу на попередніх державних гербах, особливо у порівнянні з левом з так званого курхесівського герба. Технічні характеристики не заперечують авторства. [...] З Герхардом Мацатом ніколи не було жодних дискусій щодо договору про використання, не було жодного замовлення в юридичному сенсі, Мацат нікого не уповноважував у цьому відношенні, ніколи не переуступав своїх передавальних прав за авторським правом і ніколи не відмовлявся від будь-яких претензій на винагороду. З обставин, що склалися, не можна було зробити висновок про наявність договору, між Мацатом і відповідачем існував дисбаланс, Мацат не повинен був заперечувати проти публікації, відповідач сперечався тут, так би мовити, в дусі режиму, який розвалився в 1945 році. Навіть будучи магістрантом Штеделя, він не був зобов'язаний цього робити. Виплата 300 німецьких марок була здійснена на його власний розсуд без договірної основи, а також лише як плата за креслення державної печатки».
- Регіональний суд Франкфурта-на-Майні: Рішення у справі про надання правової допомоги пані Авіетти Миколаївни Мацат-Рогошиної проти землі Гессен, номер справи 2-03 O 264/13
Відповідачка, земля Гессен, оголосила клопотання про відмову від запланованого позову і зайняв іншу позицію:
«Відповідач, який посилається на пропуск строку позовної давності щодо вимог про відшкодування збитків, вважає, що дизайну Мацата бракує творчого рівня, необхідного для захисту авторських прав. З огляду на цільове призначення, дизайн герба в кращому випадку підлягав охороні як твір прикладного мистецтва, до якого висуваються підвищені вимоги щодо рівня творчості; дизайн не відповідав цим вимогам. Елементи дизайну можна було знайти у раніше відомих проєктах гербів, у специфікації § 1 «Закону про державні герби землі Гессен» від 4 серпня 1948 року та у специфікаціях журі, що залишало лише мінімальний простір для дизайну. Дизайн Мацата, який був виконаний на замовлення на основі цих історичних зразків і специфікацій, був дуже схожий на левовий герб Тюрінгії, що використовувався з 1933 по 1945 рік [...] і на центральний мотив лева в гербі Курхессену. В рамках специфікацій і шаблонів, дизайн Мацата був високоякісним, але використовував лише його технічні навички, а не його індивідуальну інтелектуальну творчість. Сам Мацат висловив той факт, що у нього було лише мінімальне поле для маневру в листі-подяці за почесну зарплату.
Вона також вважає, що будь-яке авторське право, яке Мацат міг мати на дизайн герба, опублікований як частина закону, було анульоване відповідно до розділу 5 UrhG.
Крім того, передача Мацатом дизайну їй, згідно з усіма обставинами, була щонайменше мовчазною передачею прав на використання без будь-яких часових або просторових обмежень. Мацат, який з самого початку знав про особливе призначення свого дизайну як національного герба і відповідне фактичне використання згодом, погодився на використання свого дизайну герба як національного герба; він ще раз висловив це в листі подяки від 1992 року з нагоди отримання почесної винагороди. У випадку використання як національного герба, що було заплановано з самого початку, це було несумісним зі звичаєвою практикою та метою використання, якщо права на використання були збережені. Заплановане використання як національної емблеми та функції національних емблем також означало, що Мацат мовчазно відмовився від авторських прав. У будь-якому випадку, поведінка «Мацат» виключає будь-яку провину з боку відповідача. Не було жодних договірних вимог щодо подальшої винагороди».
- Регіональний суд Франкфурта-на-Майні: Рішення у справі про надання правової допомоги пані Авіетти Миколаївни Мацат-Рогошиної проти землі Гессен, номер справи 2-03 O 264/13
Клопотання про правову допомогу було відхилено, оскільки запланований позов позивача не має достатніх шансів на успіх, з посиланням на § 114 ЦПК. На це рішення обласного суду позивач подав скаргу. Ця скарга була відхилена Вищим регіональним судом Франкфурта-на-Майні. Потім у вересні 2014 року позивач подав конституційну скаргу до Федерального конституційного суду, стверджуючи про порушення кількох основних прав. Наразі  (станом на вересень 2017 року) про результати цієї конституційної скарги нічого не відомо.

### Подальше використання гербів

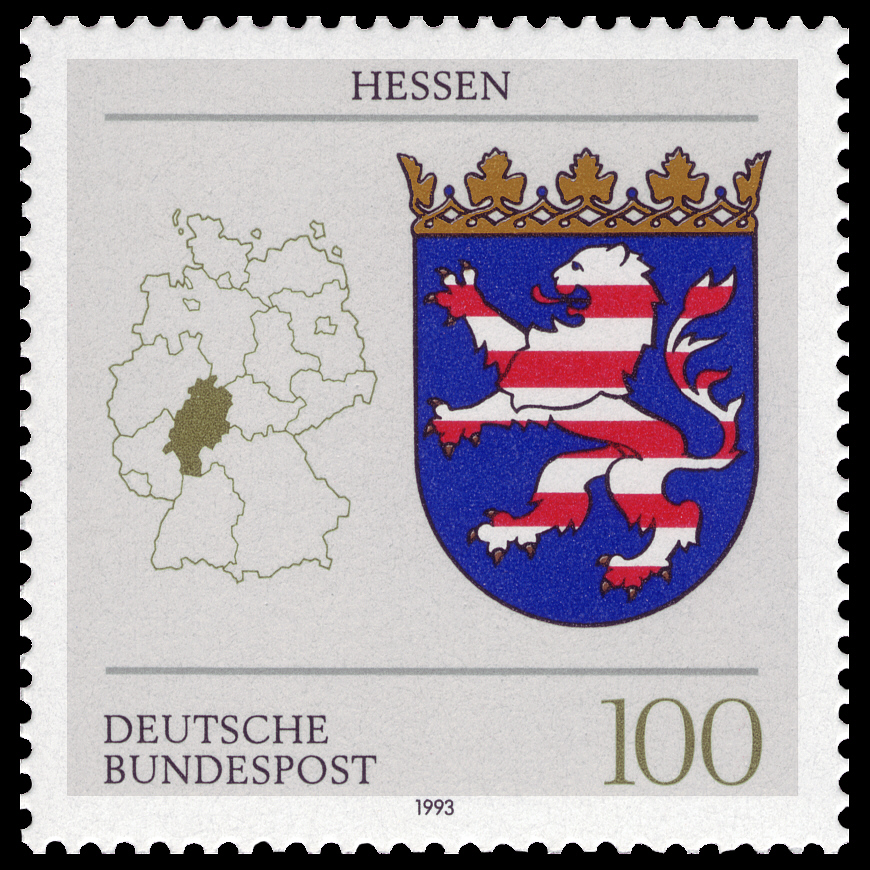
Поштова марка (1993)

Гессенський лев зображений на багатьох гербах корпорацій у землі Гессен і таким чином уособлює приналежність до землі. Або він зображений повністю, або він росте (половина лева, тільки верхня частина тіла). У деяких випадках він коронований, у випадку Геппенгейма він володіє мечем.

Гессенський лев у гербах міст і районів Гессену (приклади)
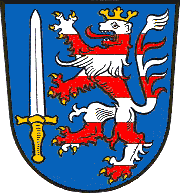
Альсфельд
Бад-Наугайм
Геппенгайм
Верхній Таунус
Кассель
Марбург
Зонтра

Інші приклади гербів гессенської та тюрінгської корпорацій із використанням «барвистого лева» можна знайти в статті Барвистий лев.

## Галерея

### Символи Гессенської землі

Герб
Прапор
Прапор
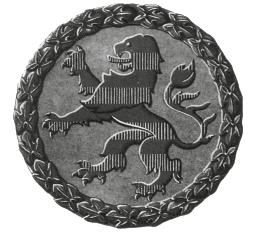
Велика печатка
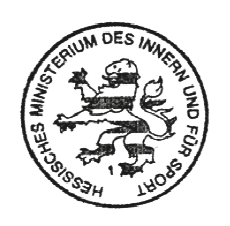
Мала печатка
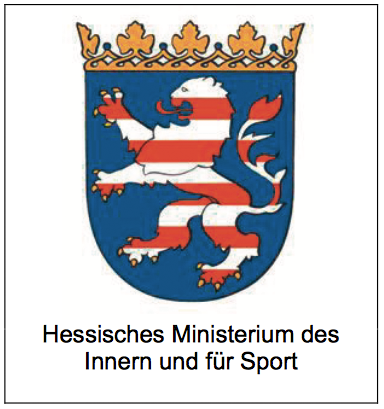
Офіційний знак

### Ландграфство і Велике герцогство

Гессенський дім
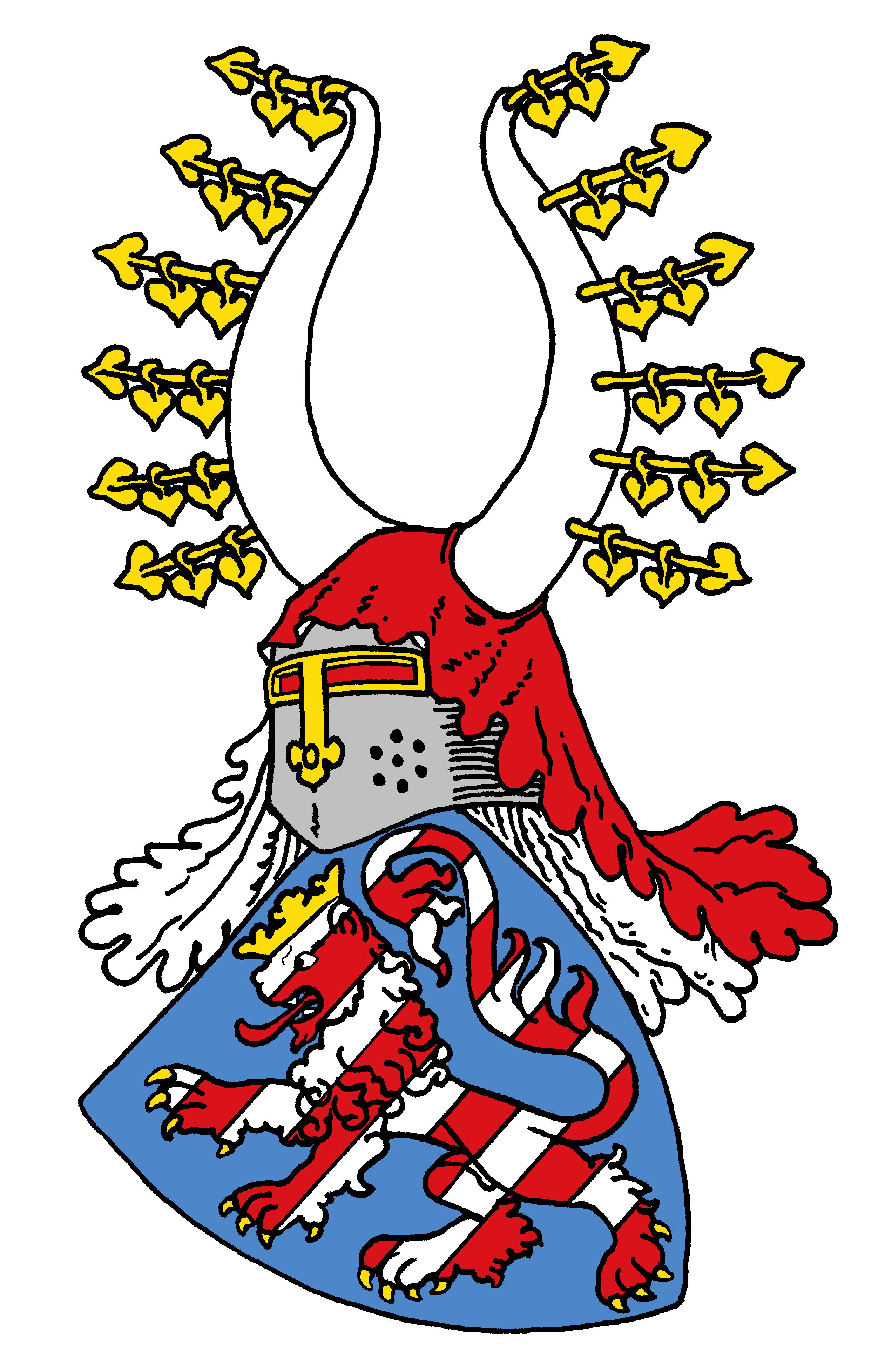
Гессенський дім
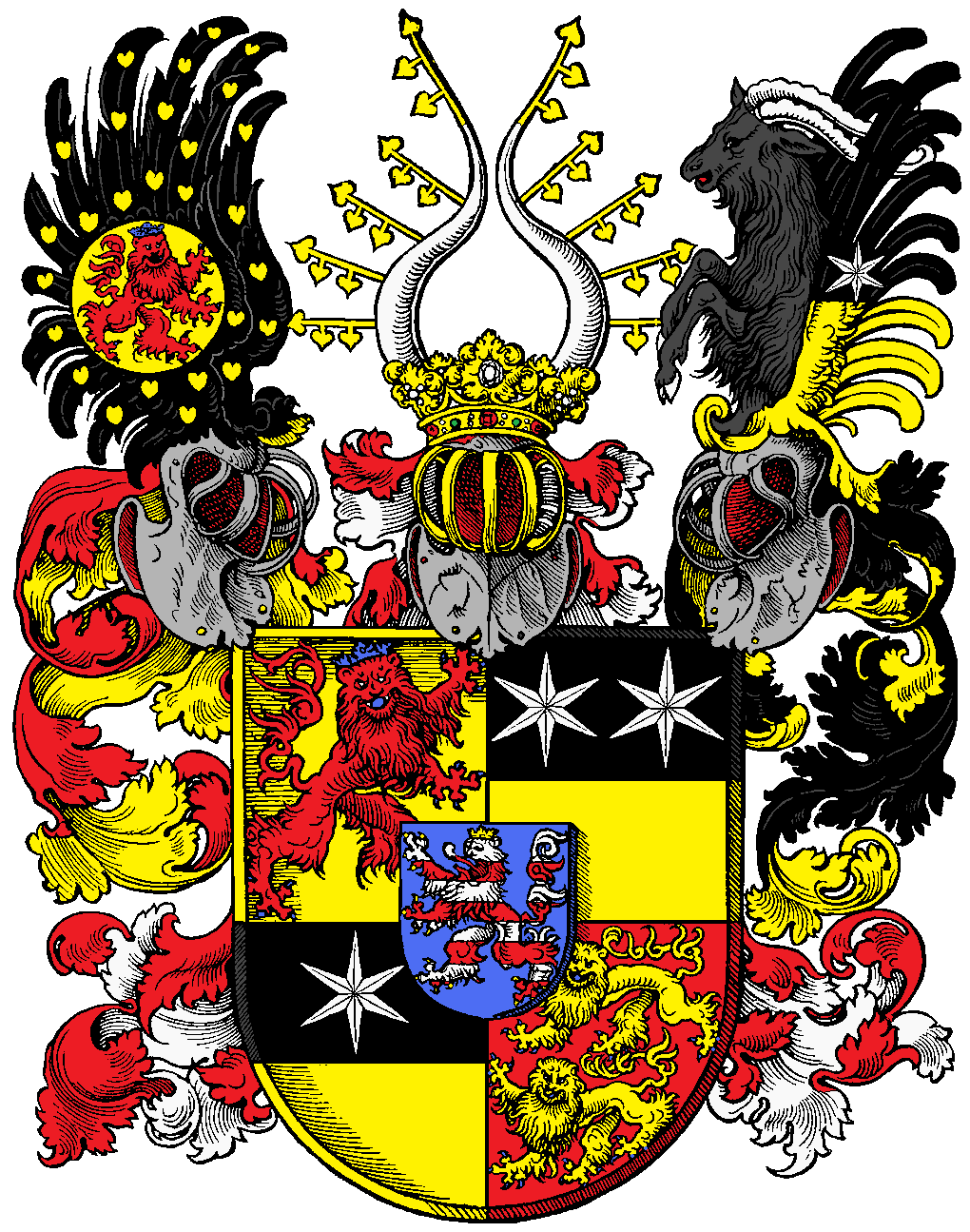
Гессен 1548
Гессен-Дармштадт 1736–1804
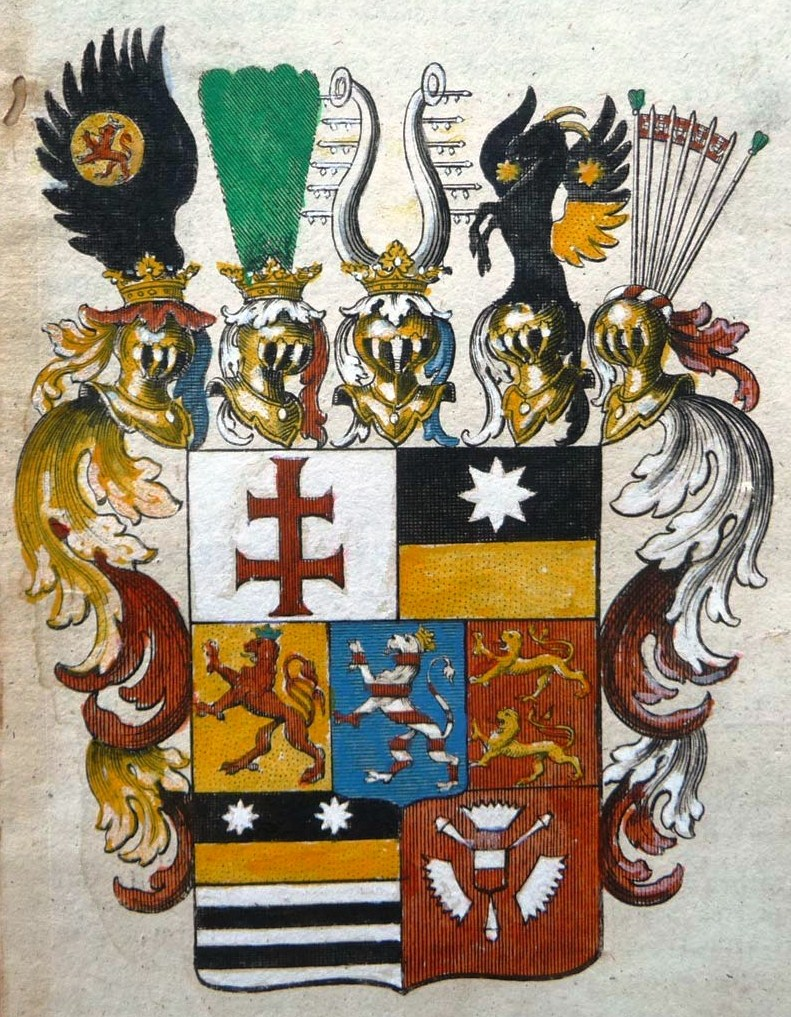
Гессен-Дармштадт 1736
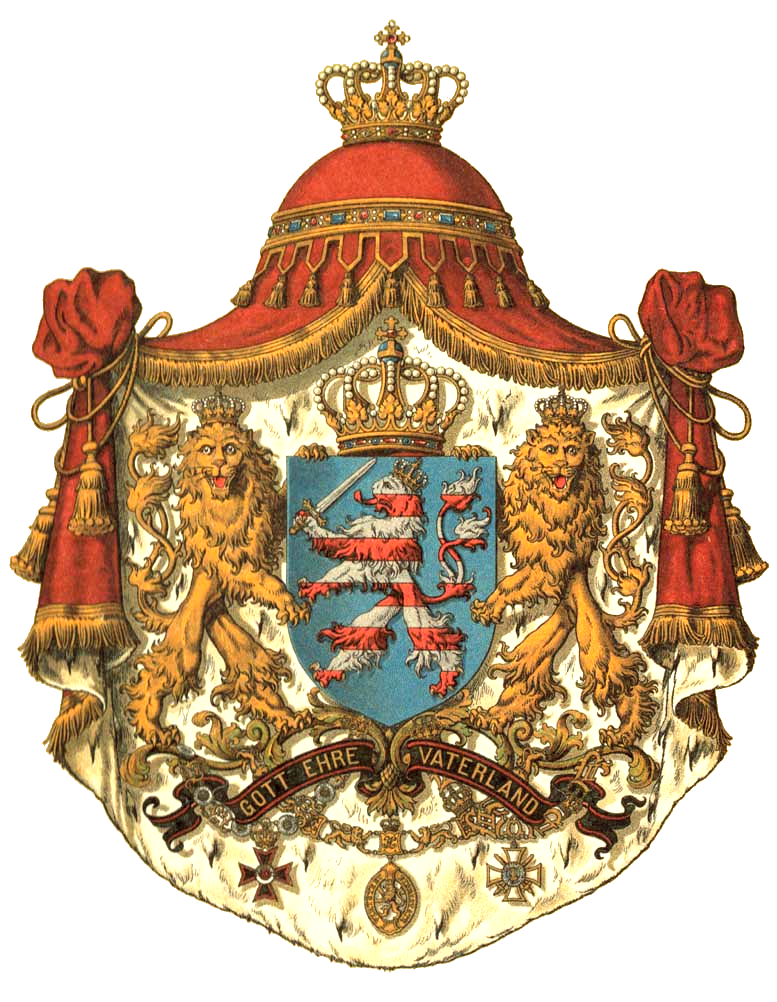
Велике герцогство 1808

### Курфюрство

Середній герб 1804-1815
Середній герб 1815–1866
Великий герб 1815–1866
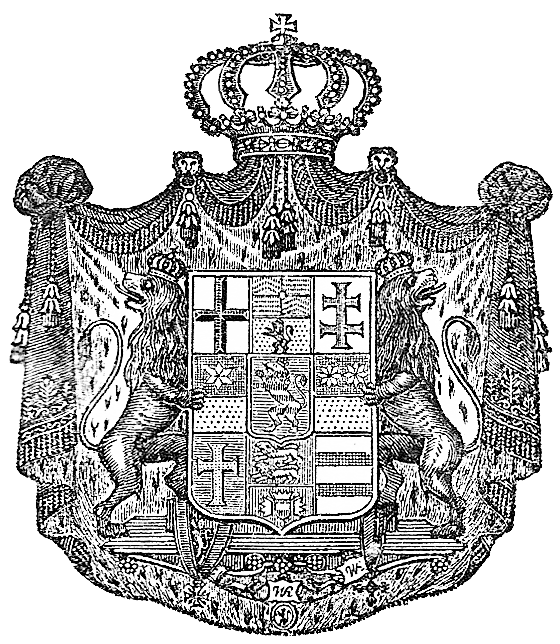
Великий герб 1843

### Монографії. Статті
- Hoffmeister, J. Historische Entwicklung des kurfürstlich hessischen Gesamtwappens. Cassel, 1844.
- Hoffmeister, J. Historische Entwickelung des Kurfürstlich Hessischen Gesammtwappens. 2. Auflage. Cassel, 1885.
- Ströhl, H. Deutsche Wappenrolle. Dortmund, 1979.
- Würth, V. Das Großherzoglich Hessische Wappen in seiner geschichtlichen Entwickelung. Darmstadt, 1917.
- Korn, H. Der hessische Löwe // Alma mater philippina. WS 1981/82, Marburg 1981, S. 1–3.